# Chuck Kleinhans
Chuck Kleinhans (Chicago, 2 de octubre de 1942 - Eugene, 4 de diciembre de 2017) fue un profesor de estudios de cine y medios, artista, activista e iconoclasta radical.  Investigó sobre temas que incluyen el melodrama, las películas de la rebelión de Los Ángeles, los héroes de Hollywood de la clase trabajadora y la estética y la política de la pornografía. También hizo sus propias películas experimentales y documentales.
Fue cofundador en 1974 de Jump Cut con Julia Lesage y John Hess. Coeditó la revista desde sus inicios hasta su muerte. En 2007, la Society for Cinema and Media Studies le otorgó su Premio al Logro Pedagógico Sobresaliente.

## Trayectoria
Charles Nelson Kleinhans nació en un barrio de clase trabajadora de Chicago . A principios de la década de 1950, su familia se mudó a los suburbios de Park Ridge .
Se graduó de Maine Township High School en 1960, compañero de Harrison Ford . Posteriormente se matriculó en la Universidad de Wisconsin-Madison donde obtuvo una licenciatura en literatura comparada. Kleinhans estaba en la universidad NROTC y después de graduarse se vio obligado a pasar dos años en la Marina. Posteriormente, reanudó sus estudios de literatura comparada como estudiante de posgrado en la Universidad de Indiana. Allí, en Bloomington, conoció a su futura esposa, Julia Lesage, una compañera de estudios de posgrado.
Después de obtener un doctorado en literatura comparada, Kleinhans encontró trabajos docentes temporales en la Universidad Estatal de Chicago (otoño de 1974-otoño de 1975) y la Universidad del Noroeste de Illinois (invierno de 1976-invierno de 1977). En la primavera de 1977, el Departamento de Radio / Televisión / Cine de la Northwestern University lo contrató para impartir cursos sobre teoría cinematográfica contemporánea y cine experimental. En el otoño de ese año, comenzó una línea permanente en la universidad como profesor asistente y enseñó "cursos introductorios en gráficos para microcomputadoras, fotografía, realización de películas y videos, alfabetización mediática, cultura popular; [y] cursos avanzados de producción en estética, teoría del cine / televisión, teoría de la cultura de masas, cine y video experimentales, medios latinoamericanos ". También dirigió más de 40 disertaciones. Posteriormente fue titular y ascendido a profesor asociado. Después de 32 años en Northwestern, se retiró en 2009 y se convirtió en profesor asociado.
Kleinhans fue especialmente conocido también por ser cofundador y editor de  Jump Cut, una revista de estudios de medios. Con Julia Lesage y John Hess concibieron Jump Cut cuando estaban terminando sus estudios universitarios. El primer número se publicó en 1974. Los tres lo editaron colectivamente hasta la muerte de Hess y Kleinhans. Como se indica en un editorial en el primer número, el objetivo principal de Jump Cut era:
Jump Cut se imprimió en formato tabloide de 1974 a 2001, cuando hizo la transición a una publicación en línea como ejumpcut.org.
Durante su tiempo como profesor en Evanston, Kleinhans continuó viviendo en Chicago. Después de retirarse de Northwestern en 2009 como profesor asociado, se mudó a Eugene, Oregón, donde su cónyuge había enseñado durante mucho tiempo en la Universidad de Oregón . Murió de insuficiencia cardíaca tras una breve enfermedad el 14 de diciembre de 2017

## Premio de Ensayo Chuck Kleinhans
La Universidad del Noroeste donde Kleinhans dio clases durante casi 30 años instauró el Premio de Ensayo Chuck Kleinhans en su memoria otorgado a un trabajo sobresaliente de becas cinematográficas de pregrado.